# ایکینجی محمودلو
ایکینجی محمودلو (به لاتین: İkinci Mahmudlu) یک منطقه مسکونی در جمهوری آذربایجان است که در شهرستان فضولی واقع شده‌است. ایکینجی محمودلو ۱۸۳۱ نفر جمعیت دارد.